# Françoise Christophe
Françoise Christophe (* 3. Februar 1923 in Paris; † 8. Januar 2012 ebenda) war eine französische Schauspielerin.

## Leben
Françoise Christophe begann ihre Schauspielausbildung am Conservatoire national supérieur d’art dramatique unter Leitung von René Simon, welche sie bei Lucien Nat am Théâtre Montparnasse fortsetzte. Im Jahr 1941 trat sie dem Conservatoire national supérieur d’art dramatique bei. Ihre Ausbildung schloss sie dort mit einem zweiten Preis für Theaterschauspiel ab.
Nach kleineren Rollen bei Henri Decoin hatte sie 1947 ihre erste große Rolle in Fantômas als vom Titelhelden Marcel Herrand ermordete Prinzessin Daniloff. Fast zwanzig Jahre später spielte sie in Fantomas bedroht die Welt Lady McRashley, die heimliche Geliebte Fantômas.  Françoise Christophe verkörperte nicht nur in diesen Rollen eine Adelige; in Bernard Borderies Zweiteiler Die drei Musketiere war sie die Königin Anna von Österreich und in Abel Gances Marie Tudor die Titelheldin Mary Tudor. Nach ihren aristokratischen Rollen spielte sie die Rolle einer bürgerlichen, historisch verbürgten Figur, Anne Duplessis, die Mutter der Revolutionärin Lucile Desmoulins in La passion de Camille et Lucile Desmoulins (1978).
Neben ihrer Arbeit für Film und Fernsehen (u. a. Gastrollen in Allô Police, Les Enquêtes du commissaire Maigret) war Françoise Christophe auch häufig am Theater zu sehen. Sie spielte in ihrer über 40-jährigen Theaterkarriere in Stücken von Molière, Alfred de Musset, Jean Giraudoux, Jacques Deval, Marcel Aymé, Françoise Sagan, Eugene O’Neill und William Shakespeare; die meisten davon am Théâtre des Champs-Élysées.

## Filmografie (Auswahl)
- 1947: Fantômas
- 1947: Am Rande des Abgrunds (Carrefour du crime)
- 1951: La Belle Image
- 1951: Victor
- 1952: Nez de cuir
- 1953: Die Liebe endet im Morgengrauen (Les amours finissent à l'aube)
- 1954: Una donna libera
- 1955: Die Straße der geschminkten Lippen (La rue des bouches peintes)
- 1956: Die Abenteuer des Capitaine Steve (L’Odyssée du capitaine Steve)
- 1958: Die großen Familien (Les grandes familles)
- 1961: Die drei Musketiere (Les Trois Mousquetaires)
- 1966: Marie Tudor (Fernsehfilm)
- 1966: Herzkönig (Le Roi de cœur)
- 1967: Fantomas bedroht die Welt (Fantômas contre Scotland Yard)
- 1967: Allô Police (Fernsehserie, Folge 22: La Vendeuse)
- 1968: Caroline Chérie (Schön wie die Sünde) (Caroline Chérie)
- 1970: Borsalino
- 1970: Soweit die Liebe reicht (Aussi loin que l'amour)
- 1973: Sieben Tote in den Augen der Katze (La morte negli occhi del gatto)
- 1978: La passion de Camille et Lucile Desmoulins (Fernsehfilm)
- 1981: Die Flügel der Taube (Les Ailes de la colombe)
- 1988: Les Pyramides bleues
- 1989: Verlorene Jahre (Retour à Malaveil)
- 1989: Trau keinem Schurken (Try this One for Size)
- 1994: Familie verzweifelt gesucht (Cherche famille désespérément)
- 1995: Fiesta
- 1995: Belle Époque (Fernsehdreiteiler)
- 2008: Hello Goodbye – Entscheidung aus Liebe (Hello Goodbye)